# Crímenes de guerra en la guerra filipino-estadounidense

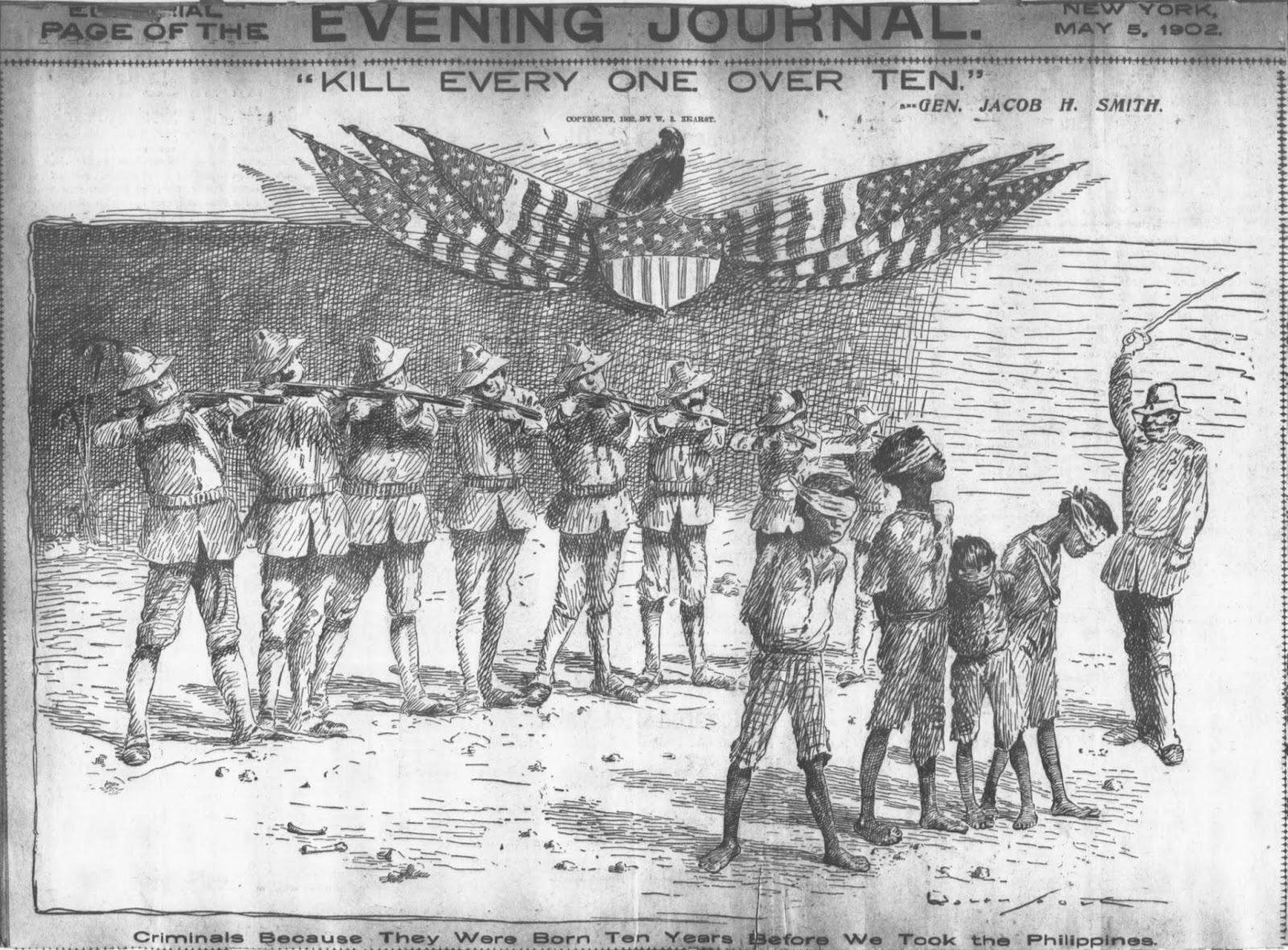
La infame orden del general Jacob H. Smith "Matar a todos los mayores de diez años" fue el título de la caricatura del New York Journal el 5 de mayo de 1902. The Old Glory cubrió un escudo estadounidense en el que un buitre reemplazó al águila calva. La leyenda en la parte inferior proclamaba: "Criminales porque nacieron diez años antes de que tomáramos Filipinas".

Tras el final de la guerra hispanoamericana en 1898, España cedió la Capitanía General de Filipinas a los Estados Unidos como parte del acuerdo de paz. Esto desencadenó un conflicto entre las Fuerzas Armadas de los Estados Unidos y la Primera República Filipina revolucionaria bajo el presidente Emilio Aguinaldo, y los combatientes Moro.
Los crímenes de guerra cometidos por el ejército de los Estados Unidos en Filipinas incluyen la Marcha a través de Samar, que condujo al consejo de guerra y al retiro forzoso del general de brigada Jacob H. Smith. Smith instruyó al Mayor Littleton Waller, oficial al mando de un batallón de 315 infantes de marina estadounidenses asignados para reforzar sus fuerzas en Samar, con respecto a la realización de la pacificación, en el que declaró lo siguiente:
```

```

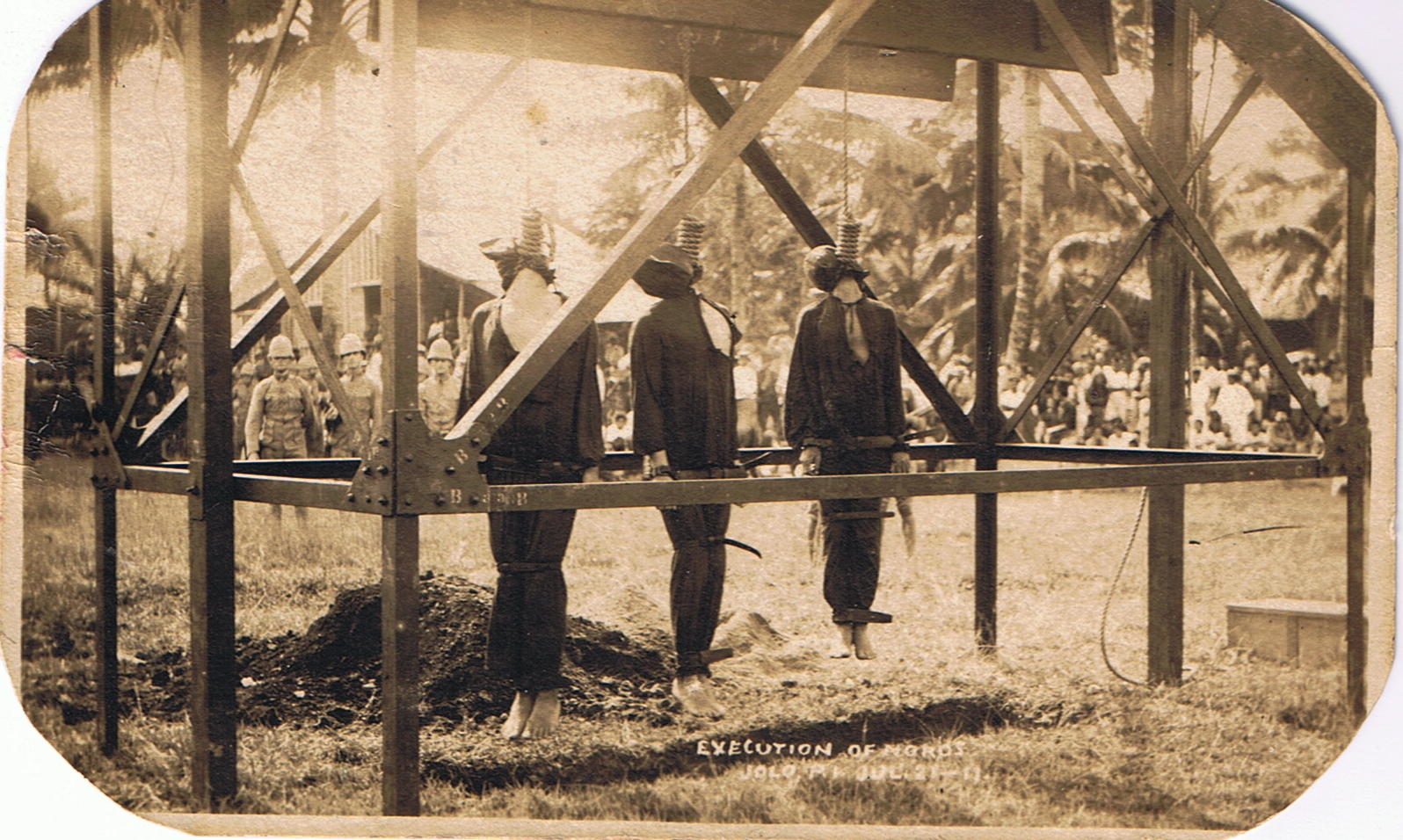
Una fotografía que representa la ejecución de los revolucionarios moros en una postal conmemorativa de 1911.

No quiero prisioneros. Quiero que mates y quemes, cuanto más mates y quemes mejor y mas me complacerá. Quiero que mueran todas las personas que sean capaces de portar armas en hostilidades reales contra los Estados Unidos.

El Mayor Littleton Waller respondió:
```

```

"Me gustaría saber el límite de edad a respetar, señor".

"Diez años", respondió Smith.
"¿Las personas de diez años o más son aquellas designadas como capaces de portar armas?"

"Sí." Smith confirmó sus instrucciones por segunda vez.

Siguió una masacre sostenida y generalizada de civiles filipinos mientras las columnas estadounidenses marchaban por la isla. Se cortaron todos los alimentos y el comercio a Samar, y se produjo la destrucción generalizada de tierras, hogares y animales de tiro, con la intención de someter a los revolucionarios filipinos y a la población civil por hambre. Smith usó sus tropas en barridas del interior en busca de bandas guerrilleras y en intentos de capturar al general filipino Vicente Lukbán, pero no hizo nada para evitar el contacto entre la guerrilla y la población. Littleton Waller, en un informe, afirmó que durante un período de once días sus hombres quemaron 255 viviendas, dispararon contra 13 carabaos y mataron a 39.000 personas. Una exhaustiva investigación realizada por un escritor británico en la década de 1990 sitúa la cifra en unos 2.500 muertos; Los historiadores filipinos creen que ronda los 50.000. Como consecuencia de su orden en Samar, Smith se hizo conocido como "El aullador del desierto Smith".
Un informe escrito por el general J.M. Bell en 1901 dice: "Me estoy reuniendo ahora en la vecindad de 2.500 hombres que se utilizarán en columnas de unos cincuenta hombres cada una. Tomo un grupo grande con el propósito de registrar minuciosamente cada barranco, valle y el pico de la montaña para dar con los insurgentes y su comida, esperando destruir todo lo que encuentre fuera de las ciudades. Todos los hombres sanos serán asesinados o capturados. Estas personas necesitan una paliza para enseñarles algo de buen sentido común; y deberían tenerlo. por el bien de todos los interesados".

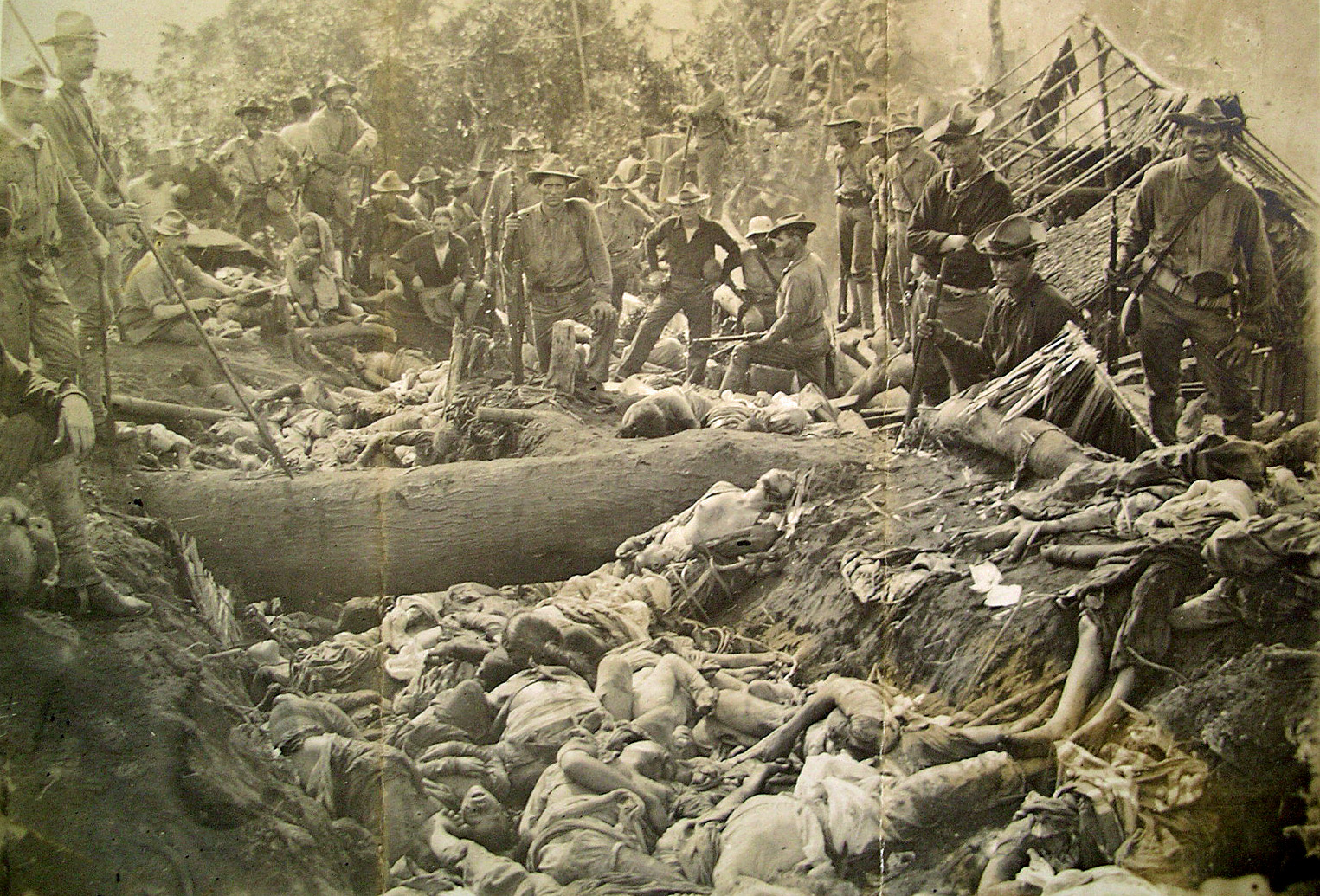
Una imagen que muestra las secuelas de la batalla o masacre del cráter Moro.

La Primera Batalla de Bud Dajo, también conocida como la Masacre del Cráter Moro, ocurrió del 5 al 8 de marzo de 1906, durante la Rebelión Moro. Durante el enfrentamiento, 750 hombres y oficiales, bajo el mando del Coronel J.W. Duncan, asaltó el cráter volcánico de Bud Dajo (Tausūg: Būd Dahu), que estaba poblado por 800 a 1000 habitantes de Tausug. El 2 de marzo, el coronel J.W. Duncan recibió la orden de liderar una expedición contra Bud Dajo. La batalla comenzó el 5 de marzo, cuando los cañones de montaña dispararon 40 rondas de metralla en el cráter. Durante la noche, los estadounidenses arrastraron cañones de montaña hasta el borde del cráter con bloques y aparejos. Al amanecer, los cañones estadounidenses, tanto los cañones de montaña como los cañones de Pampanga, abrieron fuego contra las fortificaciones de los Moros en el cráter. Luego, las fuerzas estadounidenses colocaron una "ametralladora en una posición en la que podría barrer la cima de la montaña entre nosotros y la cotta", matando a todos los moros en el cráter.
Solo sobrevivieron 6 Moros en Bud Dajo. El 99% de los moros en Bud Dajo fueron asesinados, un porcentaje más alto que en otros incidentes que ahora se consideran masacres, como la Masacre de Wounded Knee, donde murieron 300 de 350 nativos americanos, una tasa de mortalidad del 85%. Los hombres moro en el cráter poseían armas cuerpo a cuerpo, y aunque la lucha se limitó a la acción terrestre en Jolo, el uso de armas de fuego navales contribuyó significativamente a la abrumadora potencia de fuego que se utilizó contra los moros.
El mayor Hugh Scott, gobernador de distrito de la provincia de Sulu, donde ocurrieron los incidentes, relató que quienes huyeron al cráter "declararon que no tenían intención de pelear, corrieron allí solo asustados, tenían algunos cultivos sembrados y deseaban cultivarlos". ." La descripción del enfrentamiento como una "batalla" se disputa debido tanto a la abrumadora potencia de fuego de los atacantes como a las bajas desiguales. El autor Vic Hurley escribió: "De ninguna manera se podría llamar a Bud Dajo una 'batalla'". Mark Twain condenó enérgicamente el incidente en varios artículos que publicó y comentó: "¿De qué manera fue una batalla? No se parece a una batalla. Limpiamos el trabajo de cuatro días y lo completamos masacrando a estas personas indefensas. "
Un relato afirma que los Moros, armados con cuchillos y lanzas, se negaron a rendirse y mantuvieron sus posiciones. Algunos de los defensores se abalanzaron sobre los estadounidenses y fueron abatidos por el fuego de artillería. Los estadounidenses cargaron contra los moros sobrevivientes con bayonetas caladas, y los moros se defendieron con sus kalis, barung, granadas improvisadas hechas con pólvora negra y conchas marinas. A pesar de las inconsistencias entre varios relatos de la batalla, uno en el que todos los ocupantes de Bud Dajo fueron asesinados a tiros, otro en el que los defensores resistieron en un feroz combate cuerpo a cuerpo, todos los relatos coinciden en que pocos Moros, si es que alguno, sobrevivieron.
En respuesta a las críticas, la explicación de Wood sobre la gran cantidad de mujeres y niños asesinados decía que las mujeres de Bud Dajo se vestían como hombres y se unían al combate, y que los hombres usaban a los niños como escudos vivientes. Hagedorn apoya esta explicación al presentar un relato del teniente Gordon Johnston, quien supuestamente fue gravemente herido por una guerrera.
Una segunda explicación la dio el gobernador general de Filipinas, Henry Clay Ide, quien informó que las mujeres y los niños fueron daños colaterales, ya que murieron durante los bombardeos de artillería. Estas explicaciones contradictorias sobre el alto número de mujeres y niños víctimas generaron acusaciones de encubrimiento, lo que aumentó aún más las críticas. Además, la explicación de Wood e Ide está en desacuerdo con el coronel J.W. Informe posterior a la acción de Duncan escrito el 12 de marzo de 1906, que describe la colocación de una ametralladora en el borde del cráter para disparar contra los ocupantes. Siguiendo los informes de Duncan, el alto número de no combatientes asesinados puede explicarse como resultado del fuego indiscriminado de ametralladoras.